# مركز تحكم كيدي

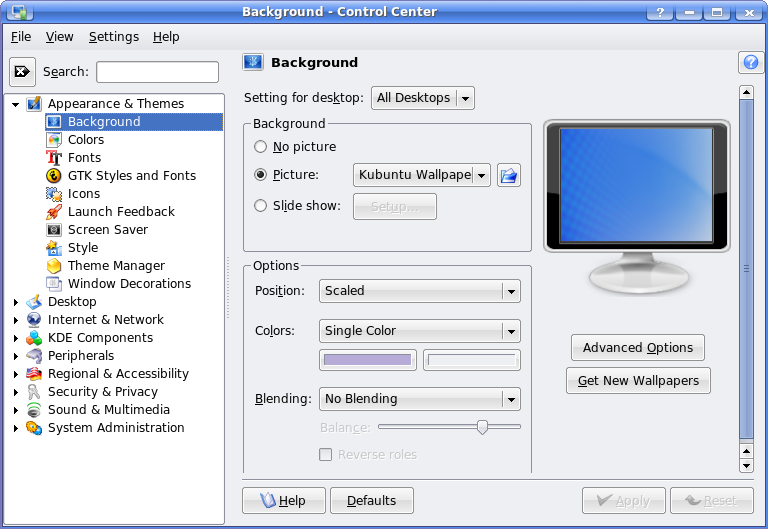
لوحة تحكم كدي

 مركز تحكم كدي يعرف أيضا بـ كيه كونترول (KControl)، هو مدير اعدادت مركزي لبيئة للكدي السطح مكتبية، وهو جزء من مجموعة مدير كدي (kdeadmin)، ويمكن اعتبار مركز تحكم كدي نظير لوحة التحكم مايكروسوفت وندوز.
لوحة تحكم كدي تعتمد على الوحدات، النافذة تنقسم إلى جزئين، الجزء الايسر يعرض فيه الوحدات المتاحة (و التي تعرف أيضاً باسم البريمجات)، وفي الجانب الأيمن يعرض الخيارات الخاصة بكل وحدة.